# Eric De Vlaeminck
Eric De Vlaeminck (23. března 1945 Eeklo – 4. prosince 2015 Eeklo) byl belgický mistr světa v cyklokrosu. Profesionálně závodil v letech 1960–1980. Mezi roky 1966 až 1973 se stal sedminásobným mistrem světa a tím také nejúspěšnějším cyklokrosařem v rámci mistrovství světa.
Zúčastnil se také silničních závodů Paříž–Lucembursko, Tour de France, Gent-Wevelgem a dalších, ve kterých dosáhl řady vítězství.
Jeho bratr Roger De Vlaeminck byl také cyklistou, jenž se stal mistrem světa v cyklokrosu roku 1975.
Výsledky
- Mistrovství světa: 7× zlato, 1× bronz
- Mistrovství Belgie: 4× zlato, 1× stříbro, 1× bronz
- další medaile ze závodů v Německu, Francii, Švýcarsku, Belgii